# Gang panny Glenn
Gang panny Glenn (ang. Snoops, 1999) – amerykański serial komediowy nadawany przez stację ABC od 26 września do 19 grudnia 1999 roku. W Polsce nadawany był na kanale Polsat.

## Fabuła
Serial przedstawia losy detektywów, którzy pracują w agencji detektywistycznej Glenn Hall, Inc., kierowaną przez pannę Glenn Hall (Gina Gershon).

## Obsada

### Główna
- Gina Gershon jako Glenn Hall
- Paula Marshall jako Dana Plant (odc. 1-11)
- Danny Nucci jako Manny Lott
- Paula Jai Parker jako Roberta Young
- Edward Kerr jako detektyw Greg McCormack
- Jessalyn Gilsig jako Suzanne Shivers (odc. 12-13)

### Występy gościnne
- John Glover
- Stephen Tobolovsky
- Casey Biggs
- D.B. Woodside
- Emmy Rossum jako Caroline Bells
- Denise Crosby